# Dan Stuart
Daniel Gordon Stuart, detto Dan (Los Angeles, 5 marzo 1961), è un musicista statunitense noto per essere stato il cantante dei Green on Red e per la collaborazione con Steve Wynn nel duo Danny and Dusty.

## Discografia

### Solista

#### Album
- Can O'Worms (Monkey Hill, 1995)
- Dan Stuart - 4 Songs (Padre Lindo, 2011)
- The Deliverance of Marlowe Billings  (Cadiz Music, 2012)
- Arizona : 1993-95 (Cadiz Music, 2013)
- A little Guitar...and a little more (Padre Lindo, 2015)
- Marlowe's Revenge (Fluff and Gravy Records, 2016)

### Altre collaborazioni
- Retronuevo (Normal, 1993) con Al Perry
- Love of The Amateur (Blue Rose, 2010) con The Slummers